# Ariel Alberto Alvarado Carrasco
Ariel Alberto Alvarado Carrasco (Ciutat de Panamà, 1959), més conegut com a Ariel Alvarado i també com a Triple A, és un advocat i dirigent esportiu panameny. Va ser president de la Federació Panamenya de Futbol (FEPAFUT) entre 2003 1 2010, membre del Comitè d'Ètica de la FIFA (2007-2015) i membre del comitè executiu de la Confederació del Nord, Centreamèrica i el Carib de Futbol Associació (CONCACAF) entre 2007 i 2012.
A finals de 2015 va ser acusat de corrupció pel Departament de Justícia dels Estats Units en el conegut com a Cas Fifagate. L'abril de 2017 va ser detingut per les autoritats panamenyes, però no va ser extradit als EUA perquè no ho permet la constitució. Es va declarar innocent i es va negar a pactar cap acord amb la fiscalia. L'octubre de 2017 va quedar en llibertat sota arrest domiciliari a l'espera de ser jutjat a Panamà. El novembre de 2017, la justícia panamenya va declarar prescrit el delicte de corrupció, un dels dos delictes dels quals se l'acusava. L'abril de 2020, una tercera onada d'acusacions de la fiscalia estatunidenca li va reformular els càrrecs per la seva suposada implicació en el cas Fifagate.

## Trajectòria
Ariel Alvarado va estudiar al Colegio San Agustin i va llicenciar-se en dret per la Universitat de Panamà.
Va ser directiu del club de futbol de los Bravos del Projusa de la província de Veraguas, desaparegut l'any 1997, que va jugar la lliga de la també desapareguda Asociación Nacional Pro Fútbol (ANAPROF), l'actual lliga panamenya de futbol. Alvarado també va presidir la Liga Nacional de Fútbol No Aficionado (LINFUNA), que va ser fundada el 1993 per competir amb l'Anaprof i que va desaparèixer el 1995. El gener de 1996, ambdues lligues es van fusionar.
El 7 d'abril de 2000, Ariel Alvarado va ser nomenat president de la Comisión Normalizadora de la Fepafut amb l'objectiu d'ordenar el desenvolupament organitzatiu del futbol fins a la convocatòria de les pròximes eleccions.
El 16 de febrer de 2003, Alvarado va ser elegit president de la Fepafut, però el desembre de 2005 van ser anul·lades aquestes eleccions per la Corte Suprema de Justicia. Alvarado va seguir tenint el reconeixement de la Fifa, que va crear una comissió interina presidida pel mateix Alvarado per organitzar les pròximes eleccions.
El 30 de setembre de 2006, Ariel Alvarado va ser reelegit president de la Fepafut per al període 2006-2010.
El febrer de 2007, Ariel Alvarado va ser elegit membre del comitè executiu de la Concacaf. El gener de 2013, Alvarado va anunciar la seva renúncia per motius personals al comitè executiu de la Concacaf. L'abril de 2013, la confederació va anunciar que Ariel Alvarado seria inclòs al Salon de la Fama de la Concacaf.
El 18 de desembre de 2007, Ariel Alvarado va ser nomenat membre del comitè d'ètica de la Fifa, càrrec que va exercir fins a l'any 2015 quan va ser acusat de corrupció en el Cas Fifagate.

## Fifagate
El 3 de desembre de 2015, Ariel Alvarado va ser un dels setze acusats addicionals per la justícia nord-americana en la segona gran relació d'implicats en el denominat Cas Fifagate. Segons la fiscalia de Nova York, Alvarado hauria rebut suborns de l'empresa Traffic Sports USA per a l'adjudicació dels drets televisius i de màrqueting dels partits classificatoris dels mundials de Sud-àfrica 2010 i Brasil 2014.
La fiscalia de Nova York aspirava a jutjar l'acusat Ariel Alvarado en territori nord-americà, ja que els suposats suborns haurien estat cobrats a través de bancs radicats a l'estat de Florida, però la constitució prohibeix expressament l'extradició de ciutadans panamenys als EUA.
El 5 de desembre de 2015, Ariel Alvarado va emetre un comunicat de cinc punts negant les acusacions de corrupció, oferint-se a col·laborar amb la justícia nord-americana i precisant que els fons cobrats com a suposats suborns, en realitat eren aportacions raonables de suport a les despeses derivades de la seva campanya electoral a les eleccions a la presidència de la Fepafut.
El 21 d'abril de 2017, la fiscalia anticorrupció de Panamà, que investigava els suborns pagats en el Cas Fifagate, va demanar la detenció preventiva de l'expresident de la Fepafut sota l'acusació de corrupció i blanqueig de diners. Ariel Alvarado va defensar la seva innocència i va negar-se a pactar cap acord amb la fiscalia.
El 5 d'octubre de 2017, la justícia panamenya, que li havia denegat dues vegades la llibertat sota fiança, li va concedir la mesura cautelar de l'arrest domiciliari.
El 21 de novembre de 2017, la justícia panamenya va declarar prescrit el delicte de corrupció, un dels dos delictes dels quals se l'acusava. Ariel Alvarado va fer públic un comunicat de vuit punts donant explicacions de diversos aspectes del seu processament i reiterant un cop més la seva innocència.
El 19 de desembre de 2019, Ariel Alvarado va ser inhabilitat a perpetuïtat pel Comitè d'Ètica de la FIFA i multat amb cinc-cents mil francs suïssos per haver infringit l'article 27 (suborn) del codi ètic.
El 6 d'abril de 2020, un tercer escrit de la fiscalia estatunidenca va ampliar les acusacions pel cas Fifagate a quatre implicats més. En el mateix escrit es van reformular les acusacions a tretze dels implicats en els escrits anteriors. Un d'aquests tretze era Ariel Alvarado, al que s'acusava ara de blanqueig de capitals, frau electrònic i conspiració per a delinquir.